# Remuera

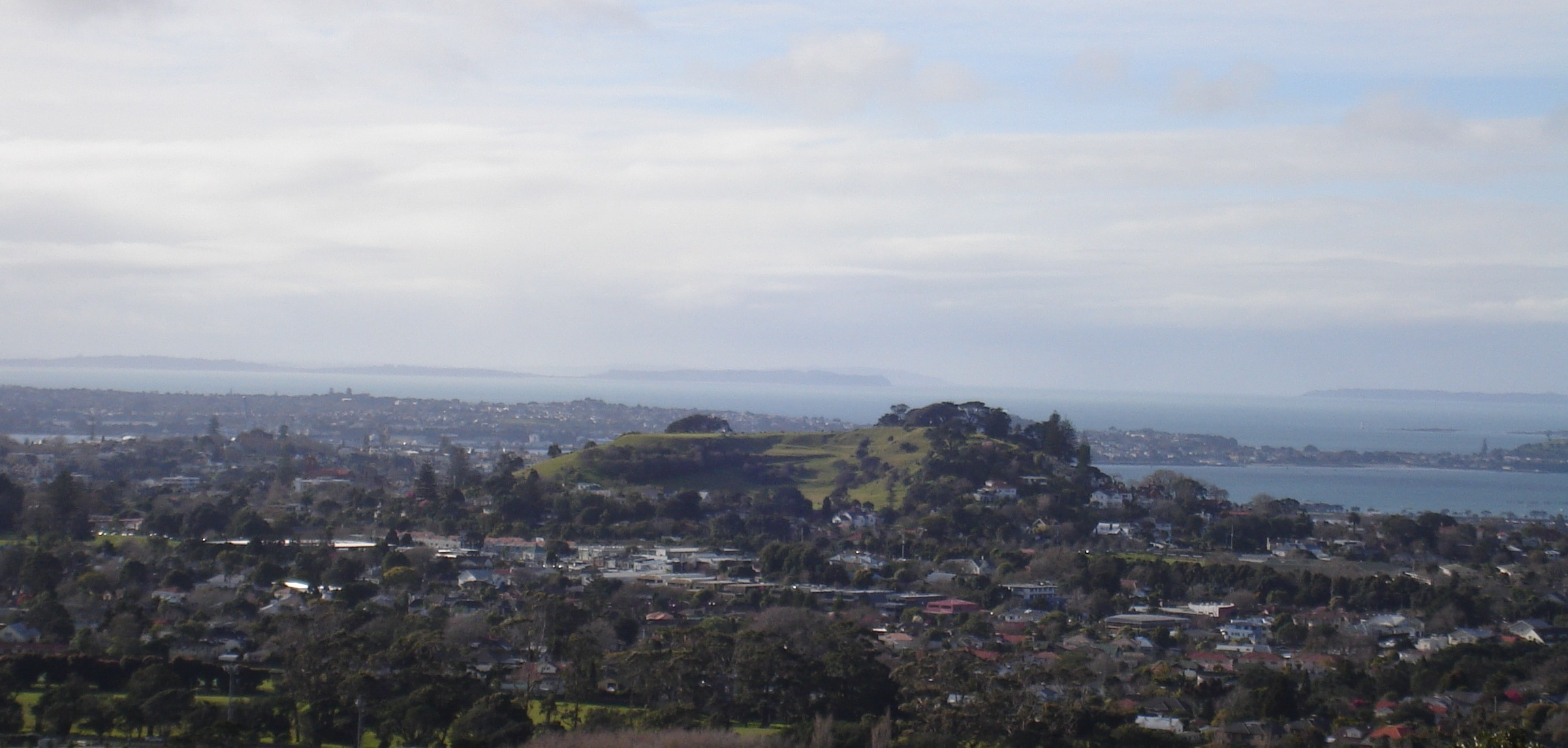
Vue du Mont Hobson et de Remuera en bas.

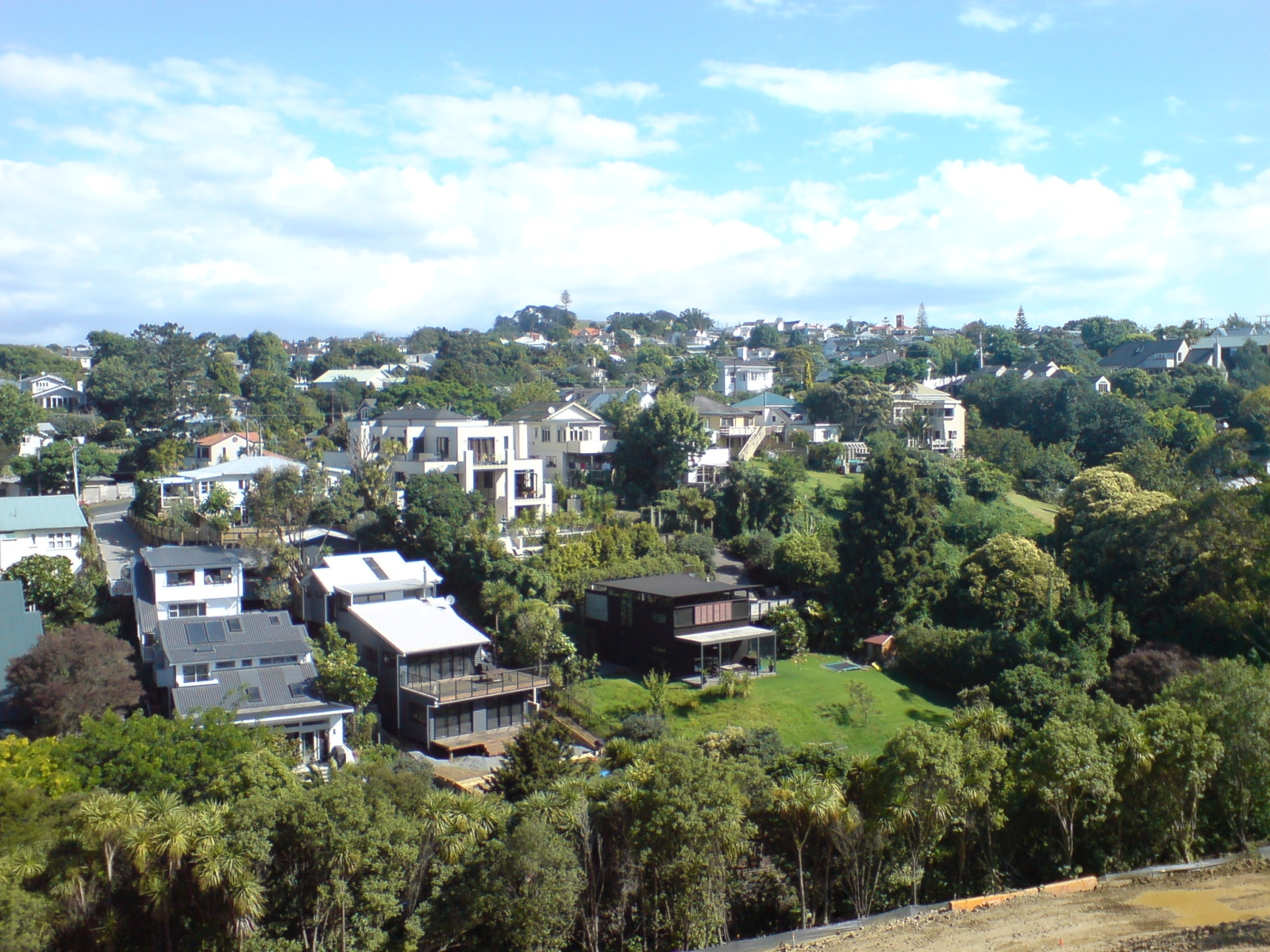
Vue vers le sud-est.

Remuera  est un faubourg résidentiel aisé de l'agglomération urbaine d'Auckland en Nouvelle-Zélande. Il se trouve à quatre kilomètres au sud-est du centre-ville. Remuera est l'un des quartiers les plus chics de la périphérie d'Auckland avec ses grandes maisons de l'époque édouardienne ou du milieu du XXe siècle, ses allées calmes bordées de grands alignements d'arbres, et ses nombreux espaces verts. Il est dominé par le Mont Hobson (haut de 143 m), cône volcanique qui offre une vue remarquable sur la mer, Waitemata Harbour et Rangitoto.
D'après le recensement de 2022, Remuera compte une population de 23 400 habitants. Le faubourg s'étend de la baie d'Hobson et du Orakei Basin (cratère volcanique recouvert d'un lac) vers Waitemata Harbour au nord et à l'est, vers l'autoroute 1 en direction du sud-ouest. Remuera est encerclé par les banlieues d'Orākei, Meadowbank, Saint Johns, Mount Wellington, Ellerslie, Greenlane, Epsom, Newmarket et Parnell. Remuera est ou a été le lieu de résidence de Néo-Zélandais célèbres, comme Sir Edmund Hillary ou le fameux coureur automobile Bruce McLaren.

## Patrimoine
- Église Saint-Marc (anglicane) construite en bois en style néo-gothique en 1860.
- Église Saint-Michel (catholique) construite en style néo-roman italien, consacrée en 1933.
- Église Saint-Luc (presbytériennne) construite en 1932.
- Ancienne poste construite en 1914.
- Bibliothèque construite en 1928 en style géorgien
- Cotter House construite en 1848.
- Maison au 4 Garden Road devenue ensuite école secondaire de filles.

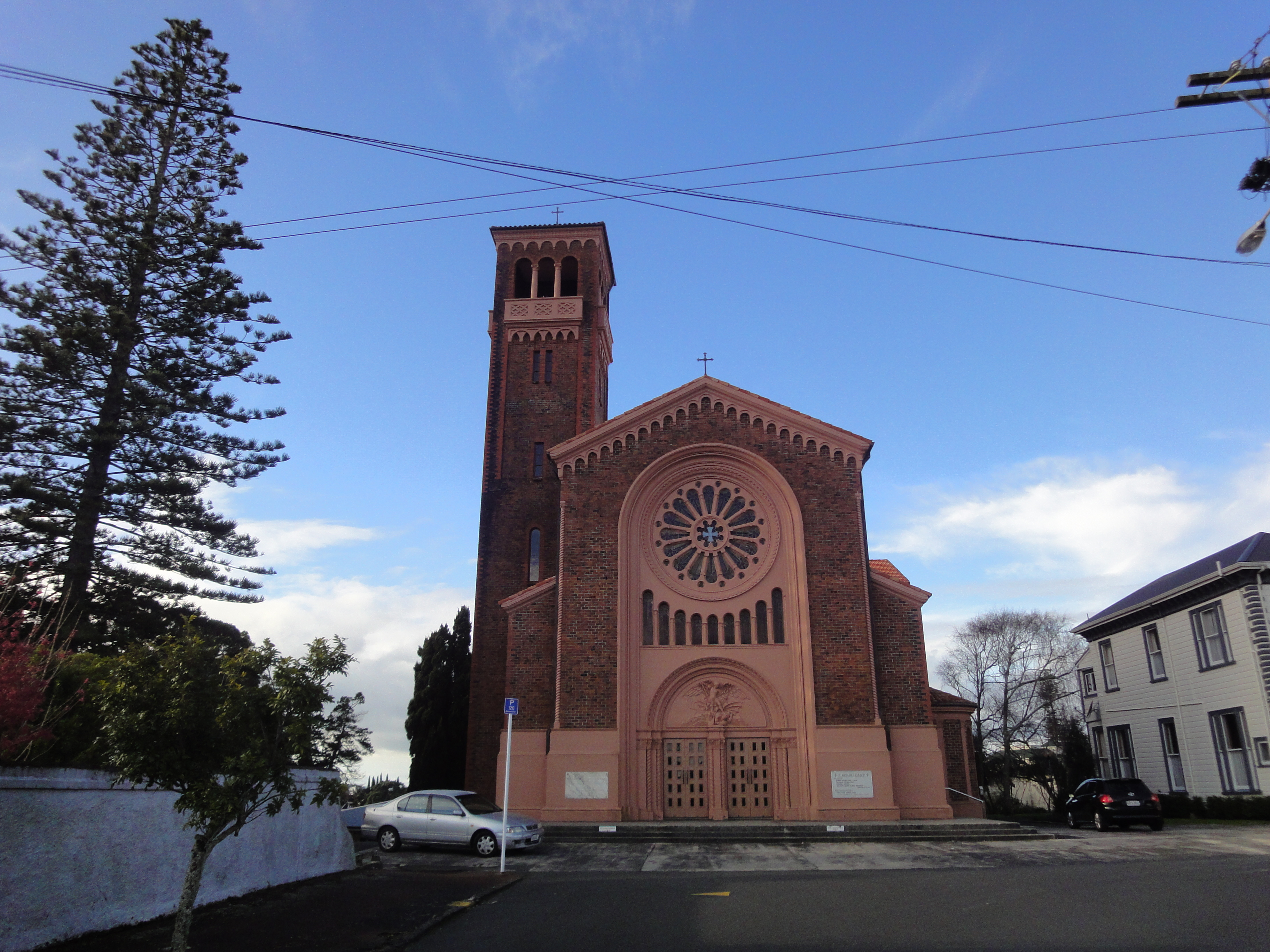
Façade de l'église Saint-Michel de Remuera.